# Беренбаум, Мэй
Мэй Роберта Беренбаум (англ. May Roberta Berenbaum; род. 22 июля 1953 г.) — американский биолог и эколог, энтомолог. Доктор философии (1980), профессор Иллинойсского университета в Урбане-Шампейне, член НАН США (1994) и Американского философского общества (1996). Удостоена Национальной научной медали (2014). Лауреат премии Тайлера (2011) за свою природоохранную деятельность.
С 2019 года главред PNAS.

## Биография
Окончила с отличием Йельский университет (бакалавр биологии summa cum laude, 1975). Степень доктора философии по экологии и эволюционной биологии получила в Корнеллском университете в 1980 году.
С того же года работает на кафедре энтомологии Иллинойсского университета в Урбане-Шампейне, которой заведует с 1992 года, занимает именную кафедру (Swanlund Chair) энтомологии с 1996 года, профессор.
Член совета директоров AAAS.
Возглавляла комитеты Национального исследовательского совета США: в 2000 году — Комитет по будущему пестицидов в сельском хозяйстве США (Committee on the Future of Pesticides in U.S. Agriculture) и в 2007 году — Комитет по статусу опылителей в Северной Америке (Committee on the Status of Pollinators in North America).
Главный редактор журнала Annual Review of Entomology.
Основательница Insect Fear Film Festival.
Член Американской академии искусств и наук (1996).
Фелло Экологического общества Америки и Американской ассоциации содействия развитию науки.
Известна своим вкладом в химическую экологию, особенно в выяснение химического взаимодействия между насекомыми-фитофагами и их растениями-хозяевами, включая детоксикацию натуральных и синтетических химикатов. Также занималась систематикой и эволюционной биологией бабочек (Lepidoptera), фотобиологией (фуранокумаринами, алкалоидами), и изучением вопросов практического применения экологических и эволюционных принципов для разработки устойчивых методов управления природными и управляемыми экосистемами. Являясь руководителем Комитета по статусу опылителей в Северной Америке (Committee on the Status of Pollinators in North America), давала показания перед Конгрессом США по вопросам, связанным со здоровьем медоносных пчел и снижения их роли в опылении.
М. Беренбаум стала прототипом энтомолога Бамби Беренбаум в сериале «Секретные материалы».

## Награды и отличия
- Стипендия Гуггенхайма
- George Mercer Award Экологического общества Америки (1988)
- E. O. Wilson Naturalist Award (1999)
- Robert H. MacArthur Award[англ.] Экологического общества Америки (2004)
- Weizmann Women & Science Award[англ.] (2004)
- Entomological Society of America Distinguished Teaching Award Энтомологического общества Америки (2006)[7]
- AAAS Public Engagement with Science Award (2009)
- Премия Тайлера (2011)
- Национальная научная медаль США (2014)
- John P. McGovern Award, Sigma Xi[англ.] (2015)[7]
- Addison-Emery-Verrill-Medaille[нем.] (2016)
- Silverstei-Simeone Award

Почётный член Британского экологического общества.

## Труды
Автор более 200 научных публикаций и нескольких монографий и научно-популярных книг о насекомых и многих статей. Её книгу Bugs in the System называют классической.
Книги
- 1989. Ninety-nine gnats, nits and nibblers. Champaign: University of Illinois.
- 1993. Ninety-nine more maggots, mites, and munchers. Champaign: University of Illinois.
- 1995. Bugs in the System: Insects and their Impact on Human Affairs. Reading (MA): Addison Wesley.
- 2000. Buzzwords: A Scientist Muses On Bugs, Sex, and Rock and Roll. Washington: Joseph Henry Press.
- 2004. Blutsauger, Staatsgründer, Seidenfabrikanten. Die zwiespältige Beziehung von Mensch und Insekt. Spektrum Akademischer Verlag, Heidelberg 2004, ISBN 3-8274-1519-5.
- 2009. The Earwig’s Tail: A Modern Bestiary of Multi-legged Legends. Cambridge: Harvard University Press.
- 2010. Honey I’m Home-Made: Sweet Treats from the Beehive Across the Centuries and Around the World. Champaign: University of Illinois Press.
- 2012. The Secret Life of Parsnips. Urbana: University of Illinois Press.
- 2013. Chemical Communication: the Language of Life. Princeton University Press.